# Rivière de l'Anse au Griffon
Pour les articles homonymes, voir Griffon.
La Rivière de l’Anse au Griffon est un affluent du littoral nord-est de l'estuaire du Saint-Laurent, coulant dans la ville de Gaspé, dans la municipalité régionale de comté (MRC) de La Côte-de-Gaspé, dans la région administrative de la Gaspésie-Îles-de-la-Madeleine, au Québec, au Canada.

## Géographie
La rivière de l’Anse au Griffon prend sa source dans la montagne du Parc national du Canada Forillon, près du littoral nord de la baie de Gaspé, dans la ville de Gaspé. Cette source est située à 2,8 km au nord de la rive nord de la Baie de Gaspé et à 2,3 km au sud de la rive-nord de la péninsule de Forillon où se situe le Parc national du Canada Forillon.
Le cours de la rivière emprunte la direction Nord-Est en scindant en deux parties égales le Parc national du Canada Forillon.
À partir de sa source, la rivière au Griffon coule vers le nord-est sur environ 11 km, répartis selon les segments suivants :
- 2,7 km jusqu'au ruisseau La Grande Cavée (venant du nord-ouest) ;
- 3,2 km jusqu'à la confluence du ruisseau English (venant du nord-ouest) ;
- 5,4 km jusqu'à sa confluence.

Au terme de son cours, la rivière se déverse dans l'Anse au Griffon. Cette anse constitue un havre protégeant les marins et leurs bateaux des fortes mers.
La rivière Grande Vallée se déverse dans l'Anse de la Rivière au Griffon, sur le littoral nord-est de l'estuaire maritime du Saint-Laurent.

## Toponymie
La dénomination de la rivière se transpose dans celle de l'anse où elle se déverse. Selon la Commission de toponymie du Québec, plusieurs hypothèses peuvent expliquer l'origine du terme « Griffon » : celle de l'oiseau européen de la mythologie grecque, du nom du bateau « Le Griffon » (1732) ou de l'aspect physique du fond qui aurait reflété une couleur grise « gris-fond ». Le spécifique « Griffon » est déjà connu dès 1636 pour désigner ce cours d'eau. Selon le relevé fait par Pierre-Georges Roy, Inventaire des Concessions en fief et seigneurie, fois et hommages et aveux et dénombrements, 1927, la seigneurie de la Rivière-au-Griffon a été concédée le 30 juillet 1636à Jean Bourdon. Dans son acte de concession, il est écrit : «... bornée une lieue au-dessus de la rivière au Griffon et une lieue au-dessous... ». Ce toponyme est aussi indiqué dans l'acte de foi et hommage de Jean Bourdon du 16 octobre 1667, paru dans Fois et hommage, régime français, cahier 1, folio 212.
Selon le relevé de Carmen Roy qui reprend celui de Auguste Béchard de 1888, « Le Griffon » s'avère le nom d'un bateau qui visitait la côte de Gaspé en 1732. Le générique « anse » sert depuis la fin du XVe siècle à identifier une petite baie, une portion du littoral maritime ou de la berge d'un lac, d'un cours d'eau, dont les contours arrondis s'avancent faiblement à l'intérieur des terres.
Le toponyme « Rivière de l’Anse au Griffon » a été officialisé le 5 décembre 1968 à la Commission de toponymie du Québec.